# His Desperate Deed
His Desperate Deed er en amerikansk stumfilm fra 1915.

## Medvirkende
- Kate Bruce
- Harry Carey
- Blanche Sweet
- Charles West